# Anaxagorea acuminata
Anaxagorea acuminata är en kirimojaväxtart som först beskrevs av Michel Félix Dunal, och fick sitt nu gällande namn av A. Dc. Anaxagorea acuminata ingår i släktet Anaxagorea och familjen kirimojaväxter. Inga underarter finns listade i Catalogue of Life.